# 山川宏
山川 宏（やまかわ ひろし、1946年 - ）は、日本の工学者、早稲田大学名誉教授。ロボット工学専攻。2025年、瑞宝中綬章受章。

## 専門
- 設計工学[1]
- 構造制御と振動[1]
- 構造解析と最適化[1]
- 複合領域構造最適化[1]

## 経歴
- 1970年: 早稲田大学 理工学部 機械工学科 卒業[1]
- 1975年: 早稲田大学大学院 理工学研究科 博士課程終了[1]
- 1976年: 早稲田大学 理工学部 専任講師[1]
- 1977年: 工学博士[1]
- 1978年: 早稲田大学 理工学部 助教授[1]
- 1982年 - 1983年: 米国スタンフォード大学、アリゾナ大学 客員研究員[1]
- 1983年: 早稲田大学 理工学部 教授[1]
- 2007年: 早稲田大学 創造理工学部 学部長[1]
- 2010年: 早稲田大学 理工学術院 学術院長[1]
- 2017年: 早稲田大学定年退職

## 所属学会
- 日本機械学会[1]
- 日本計算工学会[1]
- 日本設計工学会[1]
- 自動車技術会[1]
- 計測自動制御学会[1]
- 土木学会[1]
- 人工知能学会[1]
- AIAA (The American Institute of Aeronautics and Astronautics)[1]
- ASME (The American Society of Mechanical Engineers)[1]